# Braunschweiger Turn- und Sportverein Eintracht von 1895 2001-2002
Questa voce raccoglie le informazioni riguardanti il Braunschweiger Turn- und Sportverein Eintracht von 1895 nelle competizioni ufficiali della stagione 2001-2002.

## Stagione
Nella stagione 2001-2002 l'Eintracht Braunschweig, allenato da Peter Vollmann, concluse il campionato di Regionalliga nord al 2º posto e fu promosso in 2. Bundesliga.

## Rosa
| N. |                        | Ruolo | Calciatore          |
| -- | ---------------------- | ----- | ------------------- |
| 1  | Germania (bandiera)    | P     | Uwe Zimmermann      |
| 2  | Germania (bandiera)    | C     | Thomas Piorunek     |
| 3  | Germania (bandiera)    | D     | Bernd Eigner        |
| 4  | Germania (bandiera)    | D     | Abdoul Thiam        |
| 5  | Germania (bandiera)    | D     | Thomas Ridder       |
| 6  | Germania (bandiera)    | D     | Markus Küpper       |
| 7  | Germania (bandiera)    | C     | Dirk de Wit         |
| 8  | Germania (bandiera)    | C     | Torsten Sümnich     |
| 9  | Stati Uniti (bandiera) | A     | Jacob Thomas        |
| 10 | Slovenia (bandiera)    | C     | Rudi Istenič        |
| 11 | Germania (bandiera)    | A     | Dirk Weetendorf     |
| 15 | Brasile (bandiera)     | C     | Alessandro da Silva |
| 17 | Germania (bandiera)    | C     | Christian Lutz      |

| N. |                     | Ruolo | Calciatore         |
| -- | ------------------- | ----- | ------------------ |
| 18 | Germania (bandiera) | C     | Marc-Oliver Barton |
| 19 | Germania (bandiera) | A     | Sven Schuchardt    |
| 20 | Germania (bandiera) | D     | Jan Schanda        |
| 21 | Germania (bandiera) | C     | Sascha Hörster     |
| 23 | Germania (bandiera) | C     | Kosta Rodrigues    |
| 23 | Germania (bandiera) | A     | Lars Fuchs         |
| 24 | Germania (bandiera) | C     | Mirko Burgdorf     |
| 24 | Germania (bandiera) | C     | Tibor Nadj         |
| 25 | Brasile (bandiera)  | A     | Daniel Teixeira    |
| 26 | Senegal (bandiera)  | D     | Adama Niang        |
| 27 | Germania (bandiera) | P     | Sascha Kirschstein |
| 28 | Germania (bandiera) | P     | Jan Spoelder       |
| 30 | Germania (bandiera) | D     | Frank Edmond       |

## Organigramma societario
Area tecnica
- Allenatore: Peter Vollmann
- Allenatore in seconda:
- Preparatore dei portieri:
- Preparatori atletici:
- Analisi video:

## Calciomercato

### Sessione estiva
| Acquisti | Acquisti        | Acquisti          | Acquisti |
| R.       | Nome            | da                | Modalità |
| -------- | --------------- | ----------------- | -------- |
| A        | Daniel Teixeira | Union Berlino     |          |
| C        | Dirk de Wit     | Eintracht Treviri |          |
| C        | Sascha Hörster  | Saarbrücken       |          |
| C        | Rudi Istenič    | Uerdingen 05      |          |
| C        | Christian Lutz  | Ried              |          |
| C        | Tibor Nadj      | Fortuna Colonia   |          |
| D        | Adama Niang     | Uerdingen 05      |          |
| D        | Thomas Ridder   | Fortuna Colonia   |          |
| D        | Jan Schanda     | Fortuna Colonia   |          |
| A        | Sven Schuchardt | Fortuna Colonia   |          |
| C        | Torsten Sümnich | Fortuna Colonia   |          |
| D        | Abdoul Thiam    | Hertha Berlino II |          |

| Cessioni | Cessioni           | Cessioni           | Cessioni |
| R.       | Nome               | a                  | Modalità |
| -------- | ------------------ | ------------------ | -------- |
| A        | Manuel Endres      | Feucht             |          |
| C        | Patrick Falk       | RW Oberhausen      |          |
| C        | Claus Grzeskowiak  | Eintracht Treviri  |          |
| A        | Milos Kolakovic    | OFK Belgrado       |          |
| D        | Afrim Kuci         | Elversberg         |          |
| C        | Kelmend Mehmeti    | E. Braunschweig II |          |
| C        | Tobias Rau         | Wolfsburg          |          |
| P        | Tobias Rott        | Duisburg           |          |
| C        | Sven Schierding    | E. Braunschweig II |          |
| A        | Alexander Schiller | Rot-Weiß Erfurt    |          |
| A        | Victor Siasia      | Shooting Stars     |          |
| C        | Andreas Wieczorek  | Elversberg         |          |
| A        | Josephus Yenay     | Eintracht Treviri  |          |

### Sessione invernale
| Acquisti | Acquisti | Acquisti | Acquisti |
| R.       | Nome     | da       | Modalità |
| -------- | -------- | -------- | -------- |

| Cessioni | Cessioni   | Cessioni        | Cessioni |
| R.       | Nome       | a               | Modalità |
| -------- | ---------- | --------------- | -------- |
| C        | Kais Manai | Preußen Münster |          |

## Risultati

### Regionalliga

#### Girone di andata
| Arbitro: | Voss |

|                                                  |           |  |
| Schanda 2’ de Wit 24’ (rig.), 82’ Schuchardt 84’ | Marcatori |  |

| Arbitro: | Krug |

|                           |           |              |
| Wolf 20’, 90’ Fischer 84’ | Marcatori | 53’ Teixeira |

| Arbitro: | Marks |

|                                   |           |            |
| Schuchardt 33’ Thiam 65’ Nadj 68’ | Marcatori | 51’ Perdei |

| Arbitro: | Jauch |

|              |           |                |
| Dietrich 20’ | Marcatori | 6’, 63’ de Wit |

| Braunschweig 21 agosto 2001, ore 19:30 CEST 5ª giornata | Eintracht Braunschweig | 0 – 0 referto | Osnabrück | Stadion an der Hamburger Straße (15 219 spett.)\| Arbitro: \| Kinhöfer \| |
| Arbitro:                                                | Kinhöfer               |               |           |                                                                           |

| Arbitro: | Wegener-Gärtner |

|               |           |  |
| Scharping 90’ | Marcatori |  |

| Arbitro: | Häcker |

|            |           |  |
| de Wit 44’ | Marcatori |  |

| Arbitro: | Weber |

|                          |           |  |
| Mehlhorn 23’ Meißner 55’ | Marcatori |  |

| Arbitro: | Perschke |

|                                                      |           |              |
| Weetendorf 19’ de Wit 47’ (rig.) Nadj 69’ Thomas 90’ | Marcatori | 89’ Trehkopf |

| Arbitro: | Fleske |

|  |           |                                |
|  | Marcatori | 16’ Weetendorf 69’, 76’ de Wit |

| Arbitro: | Grudzinski |

|                                     |           |  |
| de Wit 38’ (rig.), 82’ Teixeira 79’ | Marcatori |  |

| Arbitro: | Soltow |

|            |           |                |
| Votava 45’ | Marcatori | 25’ Weetendorf |

| Arbitro: | Bley |

|                                  |           |  |
| Teixeira 73’, 84’ Weetendorf 89’ | Marcatori |  |

| Arbitro: | Korte |

|  |           |                                       |
|  | Marcatori | 8’, 61’, 70’ (rig.) Teixeira 36’ Nadj |

| Arbitro: | Weber |

|              |           |                     |
| Teixeira 59’ | Marcatori | 41’ Jörres 45’ Hopp |

| Arbitro: | Scheppe |

|                                        |           |  |
| Weetendorf 11’ Teixeira 13’ de Wit 52’ | Marcatori |  |

| Arbitro: | Jauch |

|            |           |                |
| Grauer 67’ | Marcatori | 32’ Weetendorf |

#### Girone di ritorno
| Arbitro: | Seemann |

|               |           |  |
| Burkhardt 61’ | Marcatori |  |

| Braunschweig 30 novembre 2001, ore 19:30 CET 19ª giornata | Eintracht Braunschweig | 0 – 0 referto | Rot-Weiss Essen | Stadion an der Hamburger Straße (15 203 spett.)\| Arbitro: \| Fröhlich \| |
| Arbitro:                                                  | Fröhlich               |               |                 |                                                                           |

| Arbitro: | Häcker |

|              |           |              |
| Mrugalla 50’ | Marcatori | 90’ Teixeira |

| Arbitro: | Voss |

|            |           |  |
| Thomas 30’ | Marcatori |  |

| Osnabrück 5 marzo 2002, ore 19:30 CET 22ª giornata | Osnabrück | 0 – 0 referto | Eintracht Braunschweig | Piepenbrockstadion an der Bremer Brücke (7 750 spett.)\| Arbitro: \| Weber \| |
| Arbitro:                                           | Weber     |               |                        |                                                                               |

| Arbitro: | Jansen |

|                         |           |  |
| Piorunek 81’ Thomas 90’ | Marcatori |  |

| Arbitro: | Fröhlich |

|           |           |              |
| Evers 60’ | Marcatori | 80’ Teixeira |

| Arbitro: | Anklam |

|                       |           |  |
| Teixeira 22’ Nadj 61’ | Marcatori |  |

| Arbitro: | Späker |

|  |           |              |
|  | Marcatori | 65’ Teixeira |

| Arbitro: | Hoyzer |

|                             |           |                 |
| Teixeira 39’ Schuchardt 62’ | Marcatori | 72’, 85’ Döpper |

| Arbitro: | Melms |

|                                      |           |           |
| Dočev 9’ (rig.) Gerov 28’ Sağlık 71’ | Marcatori | 7’ Eigner |

| Arbitro: | Grudzinski |

|                                   |           |  |
| Piorunek 8’ Eigner 12’ Thomas 41’ | Marcatori |  |

| Arbitro: | Schößling |

|                                          |           |                             |
| Manai 8’, 71’ Antwerpen 20’ Castilla 61’ | Marcatori | 69’ Weetendorf 86’ Teixeira |

| Arbitro: | Weber |

|                                     |           |  |
| Eigner 69’ Sümnich 78’ Teixeira 89’ | Marcatori |  |

| Arbitro: | Anklam |

|                    |           |                        |
| Mayer 1’ Kondev 8’ | Marcatori | 50’, 60’, 75’ Teixeira |

| Arbitro: | Voss |

|                         |           |                |
| Sionko 64’ Heidrich 73’ | Marcatori | 90’ Schuchardt |

| Arbitro: | Weber |

|                             |           |              |
| Weetendorf 40’ Piorunek 90’ | Marcatori | 36’ Altıntop |

## Statistiche

### Statistiche di squadra
| Competizione      | Punti | In casa | In casa | In casa | In casa | In casa | In casa | In trasferta | In trasferta | In trasferta | In trasferta | In trasferta | In trasferta | Totale | Totale | Totale | Totale | Totale | Totale | DR  |
| Competizione      | Punti | G       | V       | N       | P       | Gf      | Gs      | G            | V            | N            | P            | Gf           | Gs           | G      | V      | N      | P      | Gf     | Gs     | DR  |
| ----------------- | ----- | ------- | ------- | ------- | ------- | ------- | ------- | ------------ | ------------ | ------------ | ------------ | ------------ | ------------ | ------ | ------ | ------ | ------ | ------ | ------ | --- |
| Regionalliga nord | 62    | 17      | 13      | 3       | 1       | 37      | 7       | 17           | 5            | 5            | 7            | 22           | 23           | 34     | 18     | 8      | 8      | 59     | 30     | +29 |
| Totale            | 62    | 17      | 13      | 3       | 1       | 37      | 7       | 17           | 5            | 5            | 7            | 22           | 23           | 34     | 18     | 8      | 8      | 59     | 30     | +29 |

### Andamento in campionato
| Giornata  | 1 | 2 | 3 | 4 | 5 | 6 | 7 | 8 | 9 | 10 | 11 | 12 | 13 | 14 | 15 | 16 | 17 | 18 | 19 | 20 | 21 | 22 | 23 | 24 | 25 | 26 | 27 | 28 | 29 | 30 | 31 | 32 | 33 | 34 |
| --------- | - | - | - | - | - | - | - | - | - | -- | -- | -- | -- | -- | -- | -- | -- | -- | -- | -- | -- | -- | -- | -- | -- | -- | -- | -- | -- | -- | -- | -- | -- | -- |
| Luogo     | C | T | C | T | C | T | C | T | C | T  | C  | T  | C  | T  | C  | C  | T  | T  | C  | T  | C  | T  | C  | T  | C  | T  | C  | T  | C  | T  | C  | T  | T  | C  |
| Risultato | V | P | V | V | N | P | V | P | V | V  | V  | N  | V  | V  | P  | V  | N  | P  | N  | N  | V  | N  | V  | N  | V  | V  | N  | P  | V  | P  | V  | V  | P  | V  |
| Posizione | 1 | 7 | 3 | 4 | 4 | 4 | 4 | 4 | 4 | 3  | 3  | 2  | 1  | 1  | 1  | 1  | 1  | 1  | 1  | 4  | 4  | 4  | 1  | 3  | 2  | 1  | 1  | 1  | 1  | 3  | 2  | 2  | 2  | 2  |

Legenda:

Luogo: C = Casa; T = Trasferta. Risultato: V = Vittoria; N = Pareggio; P = Sconfitta.

### Statistiche dei giocatori
| M. Barton      | 0  | 0  | 0  | 0 |
| M. Burgdorf    | 1  | 0  | 0  | 0 |
| F. Edmond      | 0  | 0  | 0  | 0 |
| B. Eigner      | 33 | 3  | 6  | 0 |
| M. Endres      | 1  | 0  | 0  | 0 |
| L. Fuchs       | 0  | 0  | 0  | 0 |
| S. Hörster     | 34 | 0  | 7  | 0 |
| R. Istenič     | 17 | 0  | 0  | 0 |
| S. Kirschstein | 1  | 0  | 0  | 0 |
| M. Küpper      | 9  | 0  | 1  | 0 |
| C. Lutz        | 0  | 0  | 0  | 0 |
| T. Nadj        | 31 | 4  | 9  | 0 |
| A. Niang       | 8  | 0  | 1  | 0 |
| T. Piorunek    | 32 | 3  | 4  | 0 |
| T. Ridder      | 23 | 0  | 2  | 0 |
| K. Rodrigues   | 7  | 0  | 0  | 0 |
| J. Schanda     | 33 | 1  | 7  | 0 |
| S. Schuchardt  | 16 | 4  | 3  | 1 |
| A. Silva       | 28 | 0  | 8  | 1 |
| J. Spoelder    | 0  | 0  | 0  | 0 |
| T. Sümnich     | 18 | 1  | 2  | 1 |
| D. Teixeira    | 31 | 19 | 6  | 1 |
| A. Thiam       | 32 | 1  | 6  | 0 |
| J. Thomas      | 25 | 4  | 3  | 0 |
| D. Weetendorf  | 20 | 8  | 3  | 0 |
| U. Zimmermann  | 34 | 0  | 1  | 0 |
| D. de Wit      | 27 | 11 | 11 | 0 |